# Ginástica artística nos Jogos Pan-Americanos de 2007 - Solo feminino
A final feminina do solo da ginástica artística nos Jogos Pan-Americanos de 2007 foi realizada em 17 de julho de 2007.

## Medalhistas
| Ouro   | USA Shawn Johnson    |
| Prata  | USA Anastasia Liukin |
| Bronze | BRA Jade Barbosa     |

## Qualificação
| Pos. | Ginasta                 | Pontos | Resultado |
| ---- | ----------------------- | ------ | --------- |
| 1    | BRA Jade Barbosa        | 15,325 | Q         |
| 2    | USA Shawn Johnson       | 15,150 | Q         |
| 3    | BRA Daiane dos Santos   | 15,150 | Q         |
| 4    | USA Rebecca Bross       | 15,100 | Q         |
| 5    | USA Amber Trani         | 14,725 |           |
| 6    | BRA Daniele Hypólito    | 14,600 |           |
| 7    | BRA Lais Souza          | 14,350 |           |
| 8    | MEX Maricela Cantú      | 14,350 | Q         |
| 9    | CAN Peng-Peng Lee       | 14,325 | Q         |
| 10   | USA Samantha Peszek     | 14,125 |           |
| 11   | PUR Sidney Sanabria     | 14,075 | Q         |
| 12   | ARG María Sol Poliandri | 14,025 | Q         |
| 13   | COL Jessica Gil         | 13,975 | R         |
| 14   | ARG Virginia Deluzio    | 13,950 | R         |
| 15   | CUB Madelen Tamayo      | 13,850 | R         |

- Q - qualificada para a final
- R - reserva

## Final
| Pos.              | Ginasta                 | Nota A | Nota B | Pen. | Total  |
| ----------------- | ----------------------- | ------ | ------ | ---- | ------ |
| Medalha de ouro   | USA Rebecca Bross       | 6,000  | 9,250  |      | 15,250 |
| Medalha de prata  | USA Shawn Johnson       | 6,000  | 9,225  |      | 15,225 |
| Medalha de bronze | BRA Jade Barbosa        | 6,000  | 9,125  | 0,1  | 15,025 |
| 4                 | CAN Peng-Peng Lee       | 5,800  | 8,675  | 0,1  | 14,375 |
| 5                 | ARG María Sol Poliandri | 5,000  | 8,800  |      | 13,800 |
| 6                 | PUR Sidney Sanabria     | 5,300  | 8,425  |      | 13,725 |
| 7                 | BRA Daniele Hypólito    | 5,500  | 8,025  |      | 13,525 |
| 8                 | MEX Maricela Cantú      | 5,000  | 8,450  | 0,3  | 13,150 |